# An Han-bong
An Han-bong (* 15. Oktober 1968) ist ein ehemaliger südkoreanischer Ringer. Er wurde 1992 Olympiasieger im griechisch-römischen Stil im Bantamgewicht.

## Werdegang
An Han-bong begann im Jahre 1982 als Jugendlicher mit dem Ringen. Er konzentrierte sich dabei auf den griechisch-römischen Stil und gehörte dem Samsung Life Company Sports Club Seoul an. Trainiert wurde er hauptsächlich von Kim Young-nam. Er ist Versicherungsangestellter und betätigt sich nach seinem Rücktritt auch als Ringertrainer. Bei einer Größe von 1,63 Metern rang er zunächst im Fliegengewicht und wechselte im Jahre 1991 in das Bantamgewicht.
Sein Debüt auf der internationalen Ringermatte gab er im Jahre 1986, als er bei der Junioren-Weltmeisterschaft in Schifferstadt in der Altersgruppe „Juniors“ (bis zum 18. Lebensjahr) im Halbfliegengewicht den Titel vor Radu Strubert aus Rumänien und Edward Dawidow aus der Sowjetunion gewann. Bei den Senioren nahm er erstmals 1989 an einer internationalen Meisterschaft teil. Er siegte dabei bei der Asienmeisterschaft im japanischen Oarai Ibaraki im Fliegengewicht vor Georgi Kachabrischwili aus dem Iran und Shohei Nakamori aus Japan. 1989 startete er auch bei der Weltmeisterschaft in Martigny/Schweiz und gewann dort im Fliegengewicht hinter Alexander Ignatenko aus der Sowjetunion und Remzi Öztürk aus der Türkei eine Bronzemedaille.
1990 wurde An Han-bong in Peking Sieger bei den Asienspielen im Fliegengewicht vor Hu Richa, Volksrepublik China und Pak Bom-su aus Nordkorea. Auch bei der Weltmeisterschaft 1990 in Rom-Ostia gewann er wieder eine Medaille, die silberne. Wieder platzierte sich dabei Alexander Ignatenko vor ihm. 1991 nahm er an keinen internationalen Meisterschaften teil. Er nutzte aber dieses Jahr, um vom Fliegengewicht in das Bantamgewicht aufzusteigen.
Bei den Olympischen Spielen 1992 in Barcelona zeigte sich dann der Erfolg dieser Maßnahme. Er besiegte in Barcelona Ergüder Bekisdamat, Türkei, Zoran Galovic, IWP, Sheng Zetiang, China, Keijo Pehkonen, Finnland und Marian Sandu, Rumänien und stand damit im Finale dem Deutschen Rıfat Yıldız gegenüber. In diesem Kampf geriet er schnell in Rückstand, besiegte den Deutschen aber schließlich doch nach Punkten, weil dieser die falsche Taktik wählte und seinen Vorsprung über die Zeit retten wollte. An Han-bong erkannte das und setzte Rifat Yildiz durch seine offensive Ringweise immer mehr unter Druck, dem dieser auf die Dauer nicht standhielt. An Han-bong gewann dadurch verdientermaßen die Goldmedaille.
1993 war An Han-bong bei der Weltmeisterschaft nicht am Start, jedoch 1994. Er kam in Tampere, wo sich Juri Melnitschenko aus Kasachstan den Titel vor Alexander Ignatenko holte, allerdings nur auf den 8. Rang. 1995 wurde er in Manila wieder Asienmeister im Bantamgewicht vor Daisuke Hanahara aus Japan. Bei der Weltmeisterschaft 1995 in Prag belegte er dan 6. Platz. 
Den letzten Start bei einer internationalen Meisterschaft absolvierte er dann bei der Asienmeisterschaft 1996 im chinesischen Xiaoshan, wo er aber nur den 5. Platz belegte. Danach trat er zurück. 

## Internationale Erfolge
| Jahr | Platz | Wettbewerb                                | Gewichtsklasse | Ergebnisse |
| 1986 | 1.    | Junioren-WM (Juniors) in Schifferstadt    | Halbfliegen    | vor Radu Strubert, Rumänien und Edward Dawidenko, UdSSR |
| 1989 | 1.    | Großer Preis von Deutschland in Bonn      | Fliegen        | vor Kachiskan, UdSSR und Serge Robert, Frankreich |
| 1989 | 1.    | Asienmeisterschaft in Oarai Ibaraki/Japan | Fliegen        | vor georgi Kachabrischwili, Iran und Shohei Nakamori, Japan                                                                                                 |
| 1989 | 3.    | WM in Martigny/Schweiz                    | Fliegen        | hinter Alexander Igantenko, UdSSR und Remzi Öztürk, Türkei, vor Csaba Vadász, Ungarn                                                                        |
| 1990 | 1.    | Mälar-Cup in Västerås                     | Fliegen        | vor Alfred Ter-Mkrtchyan, UdSSR und Lars Rønningen, Norwegen                                                                                                |
| 1990 | 1.    | Asienspiele in Peking                     | Fliegen        | vor Hu Richa, China und Pak Bom-Su, Nordkorea |
| 1990 | 2.    | WM in Rom-Ostia                           | Fliegen        | hinter Alexander Ignatenko, vor Bratan Zenow, Bulgarien, Marian Sandu, Rumänien und Shawn Sheldon, USA                                                      |
| 1992 | Gold  | OS in Barcelona                           | Bantam         | nach Siegen über Ergüder Bekisdamat, Türkei, Zoran Galovic, IWP, Sheng Zetiang, China, Keijo Pehkonen, Finnland, Marian Sandu und Rifat Yildiz, Deutschland |
| 1994 | 8.    | WM in Tampere                             | Bantam         | Sieger: Juri Melnitschenko, Kasachstan vor Alexander Ignatenko, Russland und Dennis Hall, USA                                                               |
| 1995 | 1.    | Asienmeisterschaft in Manila              | Bantam         | vor Daisuke Hanahara, Japan und Ahmetullah Nurow, Kasachstan                                                                                                |
| 1995 | 6.    | WM in Prag                                | Bantam         | Sieger: Dennis Hall vor Juri Melnitschenko, Alexander Ignatenko und Dimitris Jioldsian, Griechenland                                                        |
| 1996 | 5.    | Asienmeisterschaft in Xiaoshan/China      | Bantam         | Sieger: Juri Melnitschenko vor Kenkichi Nishimi, Japan |

## Erläuterungen
- alle Wettbewerbe im griechisch-römischen Stil
- OS = Olympische Spiele, WM = Weltmeisterschaft
- Halbfliegengewicht, Gewichtsklasse bis 48 kg, Fliegengewicht, bis 52 kg und Bantamgewicht, bis 57 kg Körpergewicht